# Karl Augustesen
| 3033 Holbaek  | 5 marzo 1984     |
| 3318 Blixen   | 23 aprile 1985   |
| 3596 Meriones | 14 novembre 1985 |
| 3934 Tove     | 23 febbraio 1987 |
| 5320 Lisbeth  | 14 novembre 1985 |
| 5321 Jagras   | 14 novembre 1985 |

Karl A. Augustesen (1945) è un astronomo danese.
Il Minor Planet Center gli accredita la scoperta di sei asteroidi, effettuate tra il 1984 e il 1987, tutti in collaborazione con Poul Jensen e alcuni anche con Hans Jørn Fogh Olsen.
Gli è stato dedicato l'asteroide 5171 Augustesen.